# بصريات مطوية
البَصريات المَطوية (بالإنجليزية: Folded optics)‏ هيَ واحدة من الأَنظمة البَصرية التي تَميل فيها حُزمة شُعاع الضُوء بِهدف زِيادة طُول المَمر البَصري لِيُصبح أَطول مِن حَجم النَظام نَفسه، ومن الأمثلة عليها المَناظير المَنشورية، وَقد تم استخدام مفهوم البَصريات المَطوية لِتصوير فِيلم تقليدي بِواسطة كاميرا (35 ملم) تم تصميمها بِواسطة أرنولد سيجريست.

## المَراجع
1. ↑  "Origami Lens Slims High Resolution Cameras". مؤرشف من الأصل في 2018-04-08. اطلع عليه بتاريخ 2016-07-28.